# Berchemia annamensis
Berchemia annamensis là một loài thực vật có hoa trong họ Táo. Loài này được Pit. mô tả khoa học đầu tiên năm 1912.